# Obsevanje s hitrimi protoni
Protonska terapija je vrsta obsevanja z delci, ki uporablja protone, da uniči obolelo tkivo, najbolj pogosto rakave celice. Večina energije se sprosti na točno določeni globini, pri čemer je absorbirana energija pred in za to globino zanemarljivo nizka. Zato ima tovrstno obsevanje manj stranskih učinkov v primerjavi z obsevanjem z žarki ɣ.
Atom je sestavljen iz jedra in elektronskega oblaka. Jedro je sestavljeno iz nukleonov, torej protonov in nevtronov. Protoni so delci s pozitivnim nabojem in maso, in te lastnosti izrablja protonska terapija.
Ko visokoenergijski protoni prodirajo skozi snov, s snovjo interagirajo na tri načine:
- ionizacija, tj. izbitje elektrona iz elektronske ovojnice, pri čemer nastane ion.
- trki z jedrom, pri čemer je pomembna močna jedrska sila. Pride lahko do prožnih ali neprožnih trkov, ki povzročijo spremembo vrstnega števila atoma in s tem spremembo elementa. Osnovna mehanizma sta fuzija, torej združenje protona in jedra, ter fisija, pri kateri pride do razpada na dve manjši jedri.
- sipanje, pri čemer proton pri prehodu skozi snov zaradi odbojne elektrostatske sile spremeni smer.

Pri ionizaciji in pri jedrskih trkih, se atom tako spremeni, da ne more biti več del (biološke) molekule, ker so njegove karakteristike (naboj, masa, vrstno število) in obnašanje (tvorba vezi) spremenjene. To vodi do spremenjenih ali nepopolnih funkcionalnosti teh molekul, kot je npr. pri različnih proteinih ali pri ireverzibilnih poškodb DNA. Rakave celice imajo pogosto okvarjeno sposobnost popravljanja DNA, kar lahko vodi do nefunkcionalnih produktov in v odmrtje celice.
Protoni so relativno veliki delci s pozitivnim nabojem, ki ob preboju skozi snov (v našem primeru tkivo) na manjši globini delcem snovi predajajo manjše količine energije, ob doseganju višjih globin pa dosežejo tako imenovani Braggov vrh. Po doseganju tega vrha predana količina energije izredno strmo pade, kar je v radioterapiji ugodno za varovanje zdravih organov (Organs at risk – OAR), ki se nahajajo v bližini obsevanega tarčnega volumna (Target volume – TV).
Visokoenergijski protoni spadajo med sevanje z nizkim linearnim energijskim prenosom (Linear energy transfer – LET), kar pomeni, da je gostota ionizacij v tkivu redkejša kot pri tistih z visokim LET (na primer alfa delci). Relativna biološka učinkovitost (Relative biological effectiveness – RBE) je razmerje, ki primerja biološke učinke različnih tipov sevanja ob enaki količini absorbirane energije. V kliničnem okolju je privzeta RBE vrednost protonskega žarkovnega snopa 1.1 – 1.2, a zlasti proti koncu Braggovega vrha je lahko ta RBE vrednost zaradi naraščajoče zavorne moči še nekoliko večja.

## Pridobivanje in pot protonskega snopa
Visokoenergijske protone pridobivamo s pospeševalniki. Za pospeševanje protonov se uporablja njihova lastnost - naboj. Postavljeni v zunanje električno polje, protoni čutijo električno silo, ki povzroči pospeševanje proti nasprotno (negativno) nabiti plošči.
Najbolj enostavno pospeševanje bi bilo v pospeševalniku, ki bi vseboval le katodo in anodo. Da bi zadostno pospešili protone, bi tak pospeševalnik moral biti ekstremno dolg, prav tako pa bi moral biti tudi priklopljen na ogromno napetost. Zaradi teh lastnosti nastanek protonov poteka v ciklotronih in sinhrotronih, saj imajo protoni drugačne fizikalne in biološke značilnosti kot fotoni.
Za začetek procesa je potreben vodik, kateremu se od elektrona loči proton s pomočjo elektronskega polja. Po pridobitvi protona je potrebno tega pospešiti in mu dovesti dovoljšno energijo, da bo dosegel globino tumorja. V omenjenih sinhrotronih in ciklotronih to pospeševanje poteka v spirali, usmerja pa ga magnetno polje. Pri ciklotronih gre za konstanten visok tok protonov, kar v končni fazi pomeni fiksno energijo protonov, razen če se uporabi sistem za izbiranje energije (Energy selection system – ESS), kjer gre pravzaprav za uporabo bakra in grafita za zmanjševanje energije protonov v monoenergijskih pospeševalnikih. V primeru sinhrotronov pa je zaradi možnosti spreminjanja moči magnetnega polja in oscilacije električnega toka moč producirati protonske snope različnih energij.  
Produciran protonski snop nato po protonskem dovodu (angl. beam line) potuje proti obsevalnim sobam, kjer je natančno usmerjen v tarčni volumen. To usmeritev se dosega na eden izmed dveh poglavitnih načinov. Eden od teh dveh je uporaba gantrija, ki se lahko zavrti 360 stopinj okrog pacienta in tako omogoča doseganje različnih obsevalnih kotov. V tem primeru so ti gantriji izredno veliki, težki in dragi. Drugi sistem je sistem brez gantrija oziroma s horizontalnimi in vertikalnimi žarki ali pa gre za kombinacijo obeh. Ta sistem je precej odvisen tudi od gibanja obsevalne mize za doseganje različnih obsevalnih kotov 
Glede na to, da imajo vsi protoni enako maso in naboj, ter da čutijo enako silo v električnem polju, so vsi enako pospešeni. S tem vsi dosežejo enako hitrost in imajo posledično enako energijo. Med potekom specifične ionizacije in s tem absorpcije za posamezen delec ter za snop delcev skoraj ni razlike.
Pri nastajanju protonov govorimo o neelastičnem Coulombovem sipanju, kjer protoni izgubljajo energijo, ko vzbujajo elektrone v višja stanja ter ionizirajo atome. Protoni imajo skoraj 2000 krat večjo maso od elektronov, zato se protonom pri interakciji z elektroni smer potovanja skorajda ne spremeni. Večina doze je zato absorbirane na mestu interakcije. Kot merilo za izgubo energije na dolžinsko enoto se uporablja masna moč ustavljanja. Enačba predstavlja izgubo energije na enoto gostote in dolžine:
{\displaystyle {S \over \rho }=-{dE \over \rho dx}}
S označuje izgubo energije na dolžino, E je energija, x predstavlja razdaljo vzdolž delca in ρ je masna gostota materiala.
Ko protoni izgubijo svojo hitrost in se približajo vrednosti nič, pravimo da se doseže Braggov vrh.
Vprašanje izbire zdravljenja tumorja je pri terapiji s hitrimi protoni predvsem vprašanje denarja. Protonska terapija je mnogo dražja od rentgenske, zato je razumljivo, da še ni zelo razširjena.
Glavna razlika med protoni in rentgenskimi žarki so fizikalne lastnosti samega žarka. Protoni so relativno veliki delci, ki prodrejo v snov do določene globine, ki je odvisna od energije. Rentgenski žarki so elektromagnetni valovi brez mase oziroma energetsko nabiti delci brez naboja in so po naravi fotoni. Pri prehodu skozi snov se gostota energijskega toka približno eksponentno zmanjšuje. Relativni biološki učinek za rentgenske žarke je 1, za protone pa 1.1, zato je biološki efekt na tkivo približno enak – tumorske celice uničujejo rentgenski žarki in protoni pri terapiji približno enako učinkovito, če gre za enako pojemanje gostote energijskih tokov.
Omejitev vstopne doze je drugačna kot v primeru obsevanja z fotoni. Ker gostota energijskega toka pri absorpciji rentgenskih žarkov pada približno eksponentno od površine, je maksimum absorbirane doze na majhnih globinah blizu površine. V radiologiji se določa največja doza, ki jo lahko sprejme povrhnje tkivo, kar pomeni, da tumor dobi le majhen del doze. Za razliko od obsevanja s fotoni je pri Braggovi krivulji razporeditev absorbirane doze drugačna in tumor dobi veliko več absorbirane doze kot povrhnje tkivo. S tem je zmanjšan negativen vpliv na tkiva vseh globin razen tarčnega, ki dobi največjo dozo.
Za medicino je najbolj pomembno to, da protonska terapija poškoduje izredno malo zdravega tkiva, saj po vrhu Braggove krivulje absorbirana doza pade skoraj na nič, medtem ko se pri visokoenergetskih rentgenskih žarkih nadaljuje tudi v večje globine, kjer je ponavadi zdravo tkivo. (Pravimo, da pride do visoke vstopne doze preden se žarki absorbirajo v obolelem tkivu.)
| Protonski žarek                                    | Rentgenski žarkek                |
| -------------------------------------------------- | -------------------------------- |
| Nizka vstopna doza                                 | Visoka vstopna doza              |
| Skorajda ni doze po izbrani točki                  | Doza po izbrani točki je problem |
| Ni izhodne doze                                    | Končna izhodna doza              |
| Braggova krivulja ima vrh in opisuje določen doseg | Eksponenten padec doze           |

### Indikacije za protonsko terapijo
Uporaba protonske terapije je povezana z ugodnejšim radioterapevtskim razmerjem v primerjavi s fotonskim obsevanjem, kar pomeni, da obsevanje s protoni omogoča višje doze na TV ob doseganju doznih omejitev na OAR. Indikacije za protonsko terapijo najpogosteje predstavljajo tumorji centralnega živčnega sistema, glave in vratu ter prostate. Prav tako pa indikacije zajemajo še preostale pediatrične tumorje, rak dojk, pljuč, gastrointestinalnega trakta s pridruženimi žlezami ter limfomi.
Selekcija bolnikov načeloma lahko poteka na dva različna načina, in sicer na način, da se individualno kreira obsevalni načrt s fotoni in protoni ter ta obsevalna plana primerja. Odločitev potem temelji na vprašanju ali je razlika v varovanju OAR in doseganju željenih rezultatov med planoma relevantna ali ne. Drugi način pa predstavljajo postavljeni protokoli in standardi uporabe protonske terapije, kar pomeni, da so točno določene lokalizacije in pa histološki tipi tumorja, ki so primerni za izbiro terapije s protoni. Najboljšo rešitev pa predstavlja kar preplet selekcije obeh načinov.
Pediatrični pacienti so tisti, ki lahko največ pridobijo s protonsko terapijo zaradi dolge pričakovane življenjske dobe, protonska terapija je namreč tista, ki zmanjšuje tako akutne kot pozne toksičnosti in posledice obsevanja. S protonsko terapijo je tako povezano zmanjšanje nevroloških, endokrinoloških in inteligenčnih deficitov .  Najpogostejše onkološke diagnoze, ki se jih na področju pediatrije zdravi s PBRT so ependiom, gliom nizkega gradusa, rabdomiosarkom, Ewingov sarkom in kraniopharyngiom.

## Protonska terapija skozi čas
Prvi predlog za obsevanje s hitrimi protoni je dal Robert R Wilson leta 1946 med vzpostavljanjem Harvardskega ciklotronskega laboratorija, prva zdravljenja pa so se sredi petdesetih let prejšnjega stoletja dogajala v Berkleyskem laboratoriju za obsevanje in v Uppsali na Švedskem.  V naslednjih 40 letih se je v podobnih znanstvenih ustanovah obsevalo več kot 9000 pacientov. Leta 1990 so v Veliki Britaniji odprli prvi bolnišnični center protonske terapije Clatterbridge Centre for Oncology. Temu so do danes sledile še številne ustanove po svetu.
Leta 2013 je bilo po svetu že 43 centrov za obsevanje s hitrimi protoni, ki so imeli skupno 121 sob za obsevanje. Zdravilo se je že okoli 95000 pacientov.
Dandanes je v svetu približno 100 protonskih centrov, približno tretjina te številke pa jih je še v fazi izgradnje. Slovenija žal v tem aspektu ne sledi razvitejšim državam, zlasti zahoda, in izgradnje takšnega protonskega centra vsaj zaenkrat še ni na vidiku.
Največji problem predstavlja visoka cena - gradnja novih centrov za obsevanje se giblje pri nekaj 100 milijonih $, letno vzdrževanje nanese okoli 15 milijonov $, kar je odvisno od velikosti centra. Za posameznika se začnejo cene pri 36.000 $.
- Rak
- Tumor
- Rentgenski žarki
- Dozimetrija
- Ionizirajoče sevanje

1. ↑  Baumann, Kilian-Simon; Flatten, Veronika; Weber, Uli; Lautenschläger, Stefan; Eberle, Fabian; Zink, Klemens; Engenhart-Cabillic, Rita (25. oktober 2019). »Effects of the Bragg peak degradation due to lung tissue in proton therapy of lung cancer patients«. Radiation Oncology. Zv. 14, št. 1. doi:10.1186/s13014-019-1375-0. ISSN 1748-717X.
2. ↑  Lühr, Armin; Neubeck, Cläre von; Krause, Mechthild; Troost, Esther G. C. (1. februar 2018). »Relative biological effectiveness in proton beam therapy – Current knowledge and future challenges«. Clinical and Translational Radiation Oncology (v angleščini). Zv. 9. str. 35–41. doi:10.1016/j.ctro.2018.01.006. ISSN 2405-6308. PMC 5862688. PMID 29594249.
3. 1 2 3  Liu, Hui; Chang, Joe Y. (5. maj 2011). »Proton therapy in clinical practice«. Chinese Journal of Cancer. Zv. 30, št. 5. str. 315–326. doi:10.5732/cjc.010.10529. ISSN 1000-467X.
4. ↑  Strojan, Primoz (1. januar 2010). »Role of radiotherapy in melanoma management«. Radiology and Oncology. Zv. 44, št. 1. str. 1–12. doi:10.2478/v10019-010-0008-x. ISSN 1581-3207.
5. ↑  Newhauser, Wayne D; Zhang, Rui (24. marec 2015). »The physics of proton therapy«. Physics in Medicine and Biology. Zv. 60, št. 8. str. R155–R209. doi:10.1088/0031-9155/60/8/r155. ISSN 0031-9155.
6. ↑  Taheri-Kadkhoda et al. Radiation Oncolog, 2008, Comparison of dose distributions between IMPT (right) and IMRT (left) plans in T4N1M0 NPC in axial (above) and sagittal (below) views. Available at: http://www.ro-journal.com/content/3/1/4/figure/F2?highres=y
7. ↑  Tambas, Makbule; van der Laan, Hans Paul; Steenbakkers, Roel J.H.M.; Doyen, Jerome; Timmermann, Beate; Orlandi, Ester; Hoyer, Morten; Haustermans, Karin; Georg, Petra (Februar 2022). »Current practice in proton therapy delivery in adult cancer patients across Europe«. Radiotherapy and Oncology. Zv. 167. str. 7–13. doi:10.1016/j.radonc.2021.12.004. ISSN 0167-8140.
8. ↑  Leroy, Roos; Benahmed, Nadia; Hulstaert, Frank; Damme, Nancy Van; Ruysscher, Dirk De (1. maj 2016). »Proton Therapy in Children: A Systematic Review of Clinical Effectiveness in 15 Pediatric Cancers«. International Journal of Radiation Oncology, Biology, Physics (v angleščini). Zv. 95, št. 1. str. 267–278. doi:10.1016/j.ijrobp.2015.10.025. ISSN 0360-3016. PMID 27084646.
9. ↑  Chang, Andrew L; Yock, Toruun I.; Mahajan, Anita; Hill-Kaiser, Christine; Keole, Sameer; Loredo, Lilia; Cahlon, Oren; McMullen, Kevin P.; Hartsell, William (8. september 2014). »Pediatric Proton Therapy: Patterns of Care across the United States«. International Journal of Particle Therapy. Zv. 1, št. 2. str. 357–367. doi:10.14338/IJPT.13.00009.1. ISSN 2331-5180.
10. ↑  CSIntell (11. september 2013). »Proton Therapy World Market to nearly triple by 2018«. PRLog. Pridobljeno 4. novembra 2014.
11. ↑  »Hadron Therapy Patient Statistics« (PDF). Particle Therapy Co-Operative Group. Arhivirano iz prvotnega spletišča (PDF) dne 13. aprila 2014. Pridobljeno 4. novembra 2014.
12. ↑  Healio 2014, Proton beam therapy holds ‘great promise’ at a steep cost. [online] Available at: http://www.healio.com/hematology-oncology/practice-management/news/print/hematology-oncology/%7B37d0ac7d-ef78-4918-9a47-b4e89f55d006%7D/proton-beam-therapy-holds-great-promise-at-a-steep-cost [Accessed 20 March 2014].

- Hall, EJ & Giaccia, AJ 2011, Radiobiology for the Radiologist, Wolters Kluwer, Philadelphia
- Jafer, R 2009, Laser plasma protons with future application on cancer therapy and Proton Radiography, PhD‘s thesis, Dipartimento di fisica “G.Occhialini” Universita’ degli studi di Milano Bicocca, Milano, viewed 25 February 2014, http://boa.unimib.it/bitstream/10281/7457/1/phd_unimib_708241.pdf
- Slopsema, R 2009, Physics of Proton Therapy. [PowerPoint slides]. Baltimore:University of Florida. Available at: A Symposium of the Promises and Perils of Proton Radiotherapy https://www.aapm.org/meetings/09PRS/documents/Slopsema.pdf (accessed 25th February 2014).
- Proton Therapy IBA. 2013. How does Proton Therapy work?. [Online]. [Accessed 26th February 2014]. Available from: http://www.youtube.com/watch?v=MS590Xtq9M4
- University of California Television. 2011. Proton Therapy for Cancer. [Online]. [Accessed 26th February 2014]. Available from: http://www.youtube.com/watch?v=Jk64HY7QLpg
- MEDraysintell. 2013. Proton Therapy World Market Report. [Online]. Edition 2013. Belgium: CSIntel. [Accessed 27th February 2014]. Available from: http://www.csintell.com/attachments/File/MEDraysintell_-_Proton_Therapy_Edition_2013-TOC.pdf Arhivirano 2014-04-07 na Wayback Machine.
- The National Association for Proton Therapy 2014, Catching the Proton Wave. [online] Available at: http://www.proton-therapy.org/hhnarticle.htm [Accessed 20 March 2014].
- Healio 2014, Proton beam therapy holds ‘great promise’ at a steep cost. [online] Available at: http://www.healio.com/hematology-oncology/practice-management/news/print/hematology-oncology/%7B37d0ac7d-ef78-4918-9a47-b4e89f55d006%7D/proton-beam-therapy-holds-great-promise-at-a-steep-cost [Accessed 20 March 2014].